# 阿列克谢·马特维耶维奇·波兹德涅耶夫
阿列克谢·马特维耶维奇·波兹德涅耶夫，俄语：Алексе́й Матве́евич Поздне́ев，1851年9月27日-1920年9月30日，是俄罗斯东方学家、蒙古学者、蒙古和卡尔梅克文学博士与教授。

## 《蒙古及蒙古人》
《蒙古及蒙古人：第一卷》共十章，由内蒙古人民出版社于1989年翻译出版。波兹德涅耶夫以日记的形式记述1892年6月至12月在外蒙古的旅行考察活动。他先由恰克图进入蒙古，详细考察了库伦、乌里雅苏台和科布多以及它们之间的道路。
《蒙古及蒙古人：第二卷》共十章，先于第一卷出版，主要记述1893年3月至10月间，在内蒙古的旅行考察活动情况。考察路线是先由大库仑经张家口到北京，后由北京经张家口到呼和浩特，再由呼和浩特东上经承德、多伦一带返回大库仑，最后返回俄国。
《蒙古及蒙古人》第二卷于1983年由内蒙古人民出版社通过俄文翻译出版（1987年重印）；第一卷是作者当时在外蒙古（今蒙古人民共和国）的旅行考察记事，曾于民国二年（1913）由“北洋法政学会”从日文本汉译出版，但该译本均转译，同时译文扭疏、错漏较多，现存译本已不易见到。为保其原书的完整性，内蒙古人民出版邀请译者重新由俄文本译成汉文，并将原书中照片尽力保其原貌附于译文中。